# Bad Harzburg
Bad Harzburg est une ville allemande située dans l'arrondissement de Goslar, en Basse-Saxe. Située au pied nord du massif de Harz, elle est bien connue pour ses établissements thermaux traditionnels mais aussi pour le front de Harzburg, une brève alliance anti-démocratique de droite formée en 1931.

## Géographie

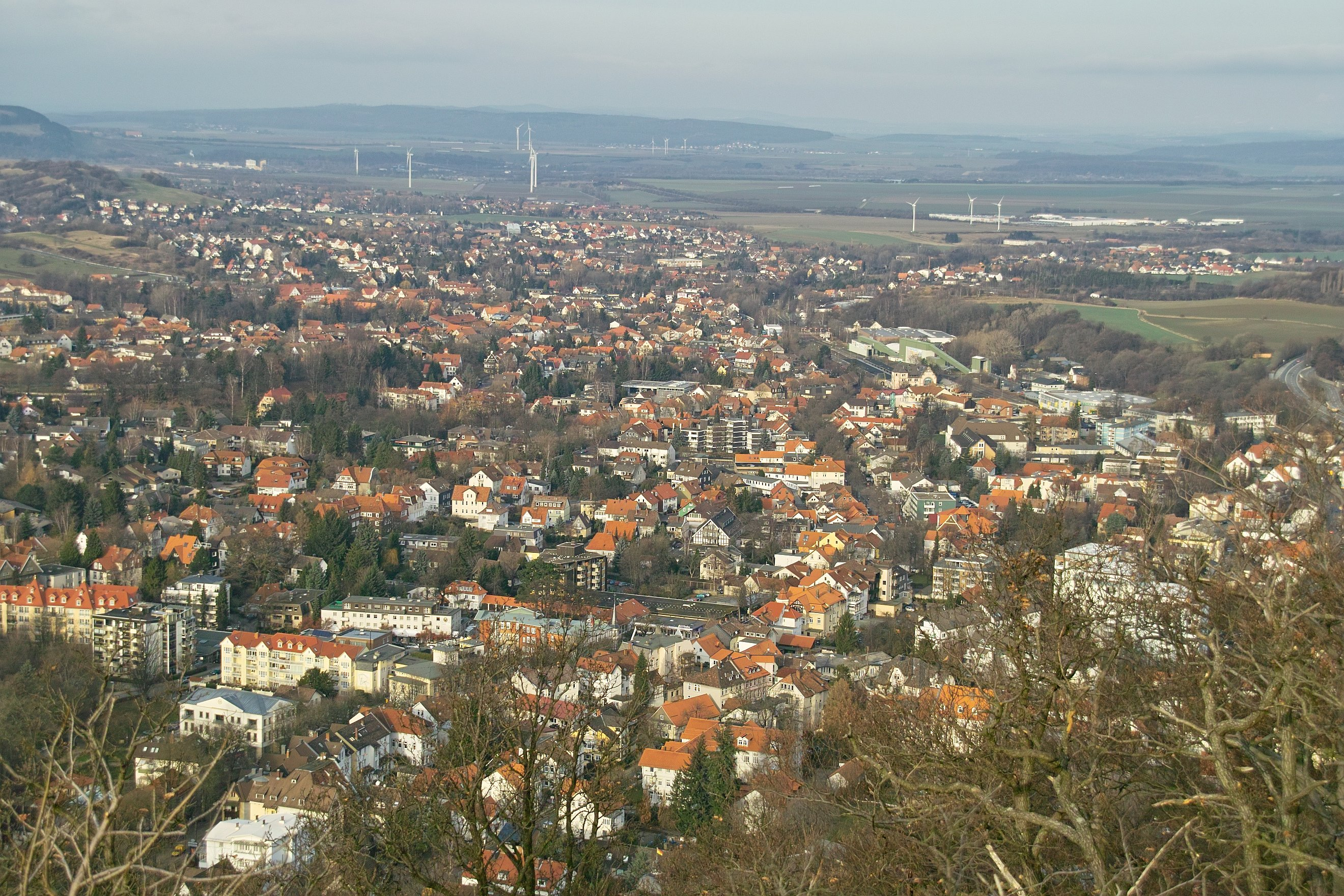
Vue sur la ville depuis les montagnes du Harz.

La ville est située à l'est du chef-lieu de l'arrondissement, Goslar, près de la ligne limite avec le Land de Saxe-Anhalt, l'ancienne frontière interallemande jusqu'en 1990. 
Le territoire communal jouxte au sud le parc national du Harz, une vaste zone forestière non constituée en municipalité. Les sommets au-dessus de la ville offrent une vue panoramique sur la plaine d'Allemagne du Nord. Le Brocken, le point culminant du Harz, s'élève à treize kilomètres au sud.

### Quartiers
En plus du centre-ville, le territoire communal comprend sept localités :
| - Bettingerode - Bündheim - Eckertal - Göttingerode | - Harlingerode - Schlewecke - Westerode |

### Transports
Les principales voies de communication sont les lignes de chemin de fer vers Brunswick et Goslar, la Bundesautobahn 395, la Bundesstraße 4 et la Bundesstraße 6. Dans la ville, un téléphérique conduit sur la colline de la forteresse (Burgberg).

## Histoire
| Appartenances historiques Duché de Brunswick-Lunebourg 1235-1807 Principauté de Brunswick-Wolfenbüttel 1269-1807 Royaume de Westphalie 1807-1813 Duché de Brunswick 1815-1918 Empire allemand 1871-1918 République de Weimar 1918-1933 Reich allemand 1933-1945 Allemagne occupée 1945-1949 Allemagne de l'Ouest 1949-1990 Allemagne 1990-présent |

On trouve la première mention de Hartesburg dans un acte de 1071. Le nom se réfère au château fort (en allemand : Burg) construit de 1065 à 1068 sur ordre du roi Henri IV, pour protéger ses domaines en Saxe autour du palais impérial de Goslar. Le groupe d'habitations qui se développa en dessous du château portait à l'origine le nom de Neustadt (« ville neuve »). La légende veut qu'un temple païen s'élevait à cet endroit, que Charlemagne fit détruire pendant la guerre des Saxons vers l'an 780.
Le complexe du château de Henri IV, dont il reste quelques traces, était situé sur le haut du Harz au sud. Les murs entouraient deux bergfrieds, un grand puits, des vastes bâtiments résidentiels et une église collégiale. Une douve sépare le plateau en un tronçon oriental et en un tronçon occidental. Le fort était occupé par des ministériels originaires de Souabe.

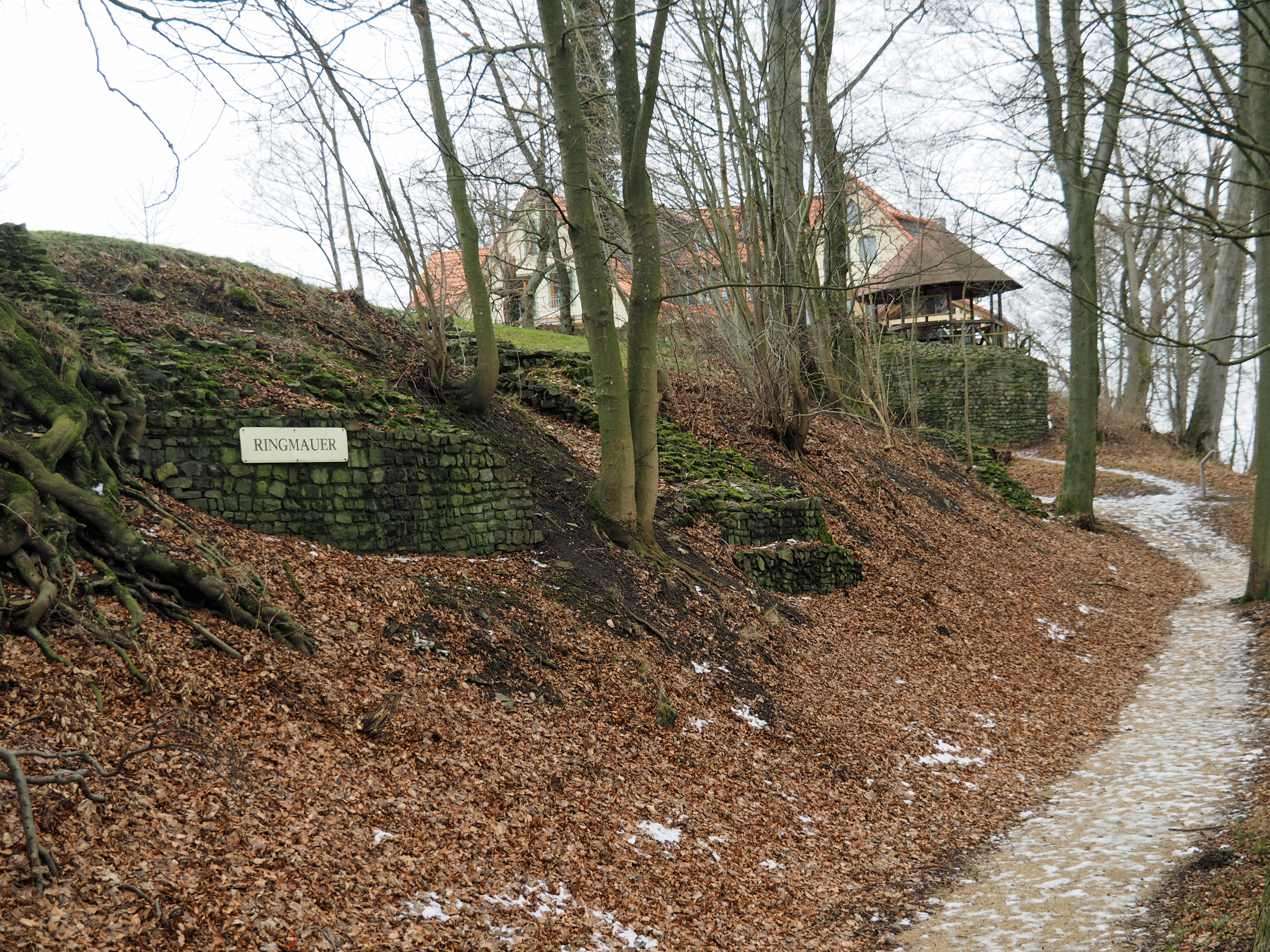
Les ruines du château.

Les chroniques de Lambert de Hersfeld rapportent qu'au début de la révolte des Saxons, le 29 juin 1073, les insurgents s'installèrent aux portes du palais de Goslar. Henri IV refusait de négocier et fuyait dans les murs de son château de Harzburg tout proche. Après quelques semaines de siège mené par le comte Otton de Nordheim et l'évêque Burchard II de Halberstadt, le roi a pu s'échapper et a fui avec les regalia du Saint-Empire vers Hersfeld en Franconie. L'année suivante, il a signé un traité de paix, promit de démanteler ses forteresses dans le Harz. Le tournant politique vient le mois suivant : quand des paysans saxons en colère pillèrent l'église du château et le caveau familial avec les tombes de Conrad II de Bavière, frère d'Henri IV, et un fils tôt disparu, le roi put profiter de l'indignation générale pour réprimer l'insurrection.
Cent ans plus tard, la forteresse a été reconstruite sous le règne de l'empereur Frédéric Barberousse jusqu'en 1180. La reconstruction fut achevée sous Otton de Brunswick, le seul empereur de la lignée saxonne des Welf, qui y mourut en 1218. Après la destitution de son successeur, Frédéric II de Hohenstaufen, en 1245 et le Grand Interrègne, l'ancien château impérial se délabra progressivement en un fort des chevaliers pillards.

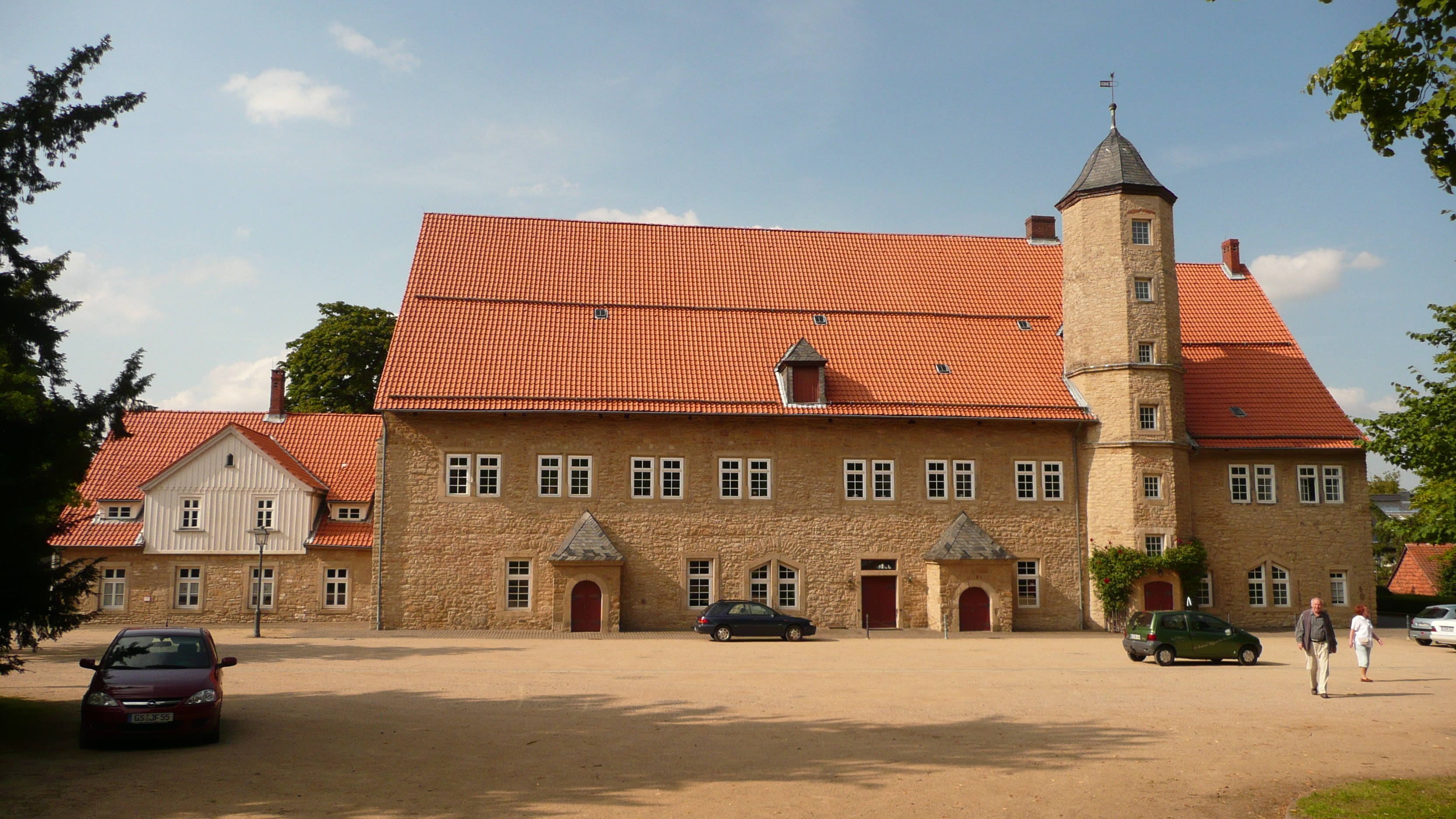
Le château princier de Bündheim.

L'Amt (commune) de Harzburg faisait partie de la principauté de Brunswick-Wolfenbüttel créée en 1269. En 1569, sous le règne du duc Jules, une source de saumure a été découverte au pied de la colline de la forteresse et utilisée pour des salines. À partir de là, au XIXe siècle, fut créée la station thermale d'aujourd'hui. Toutefois, pendant la guerre de Trente Ans, les domaines ont été ravagés par les troupes impériales d'Albrecht von Wallenstein en 1625. Après la guerre, la reconstruction et le développement ont commencé sous le règne du duc Auguste II de Brunswick-Wolfenbüttel.
De 1807 à 1813, le canton de Harzburg appartient au département de l'Ocker du royaume de Westphalie.
Étant une station thermale officielle depuis 1892, Bad Harzburg ne représente pas un lieu du Bäder Antisemitismus ; néanmoins, l'antisémitisme s'est accru après la Première Guerre mondiale. Pendant la Grande Dépression, en 1931, le président du parti populaire national allemand (DNVP), Alfred Hugenberg, y a réuni les plus illustres représentants des partis de droite dans la République de Weimar, notamment le parti nazi et le Stahlhelm, pour former l'association éphémère du front de Harzburg.

## Jumelages

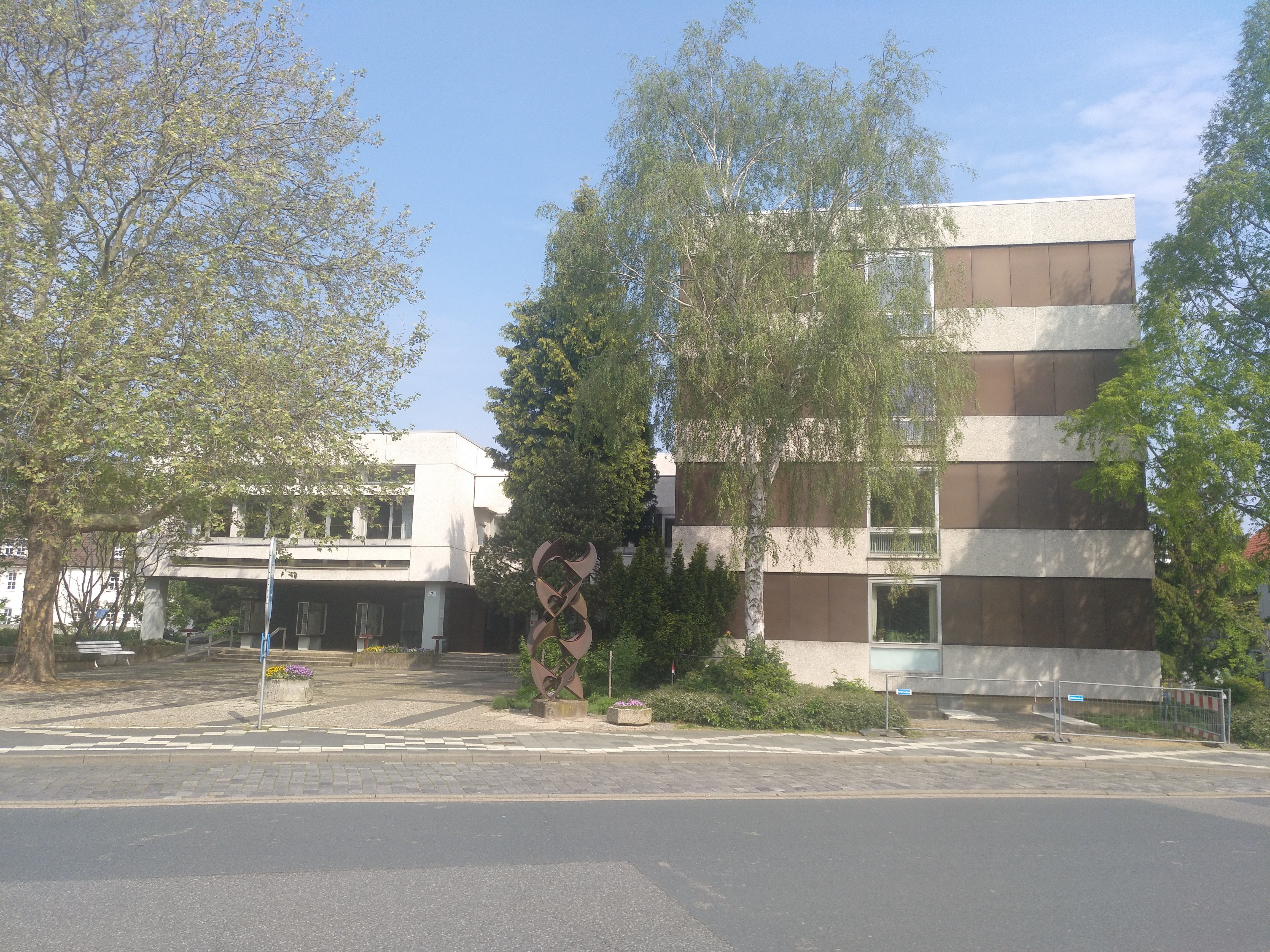
L'hôtel de ville.

- Port-Louis (France) depuis 1993
- Szklarska Poręba (Pologne) depuis 1995
- Ilsenburg (Allemagne) depuis 1995

## Personnalités
- Werner von Siemens (1816–1892), inventeur et industriel, a rédigé de 1889 à 1892 ses mémoires pendant ses vacances dans sa résidence secondaire de Bad Harzburg ;
- Max Frey (1874–1944), peintre, mort à Bad Harzburg ;
- Albert Renger-Patzsch (1897–1966), photographe de la Nouvelle Objectivité, ouvre son studio à Bad Harzburg en 1925 ;
- Reinhard Höhn (1904–2000), juriste, historien, membre du parti nazi et officier SS, mort à Bad Harzburg
- Heinz Hoenig (né en 1951), acteur, ayant grandi dans le quartier de Harlingerode.